# 墨脱毛蕨
墨脱毛蕨（学名：Cyclosorus medogensis）为金星蕨科毛蕨属下的一个种。